# Dayton (Ohio)
Pour les articles homonymes, voir Dayton.
Dayton (en anglais [ˈdeɪtən]) est une ville de l'État de l'Ohio, aux États-Unis. Elle est située dans le sud-ouest de l'État, dans le comté de Montgomery, dont elle est le siège. Elle est peuplée de 141 527 habitants lors du recensement de 2010. À la même date, son aire urbaine groupe 841 502 habitants. Dayton est la sixième ville de l'Ohio et la quatrième agglomération après Cleveland, Cincinnati et Columbus. La CSA de Dayton-Springfield-Greenville totalise 1 080 044 habitants en 2010 et est la 43e CSA des États-Unis[Quand ?].

## Histoire
Le site actuel de Dayton est occupé par des Amérindiens, les Chaouanons, lorsque les premiers Européens s’y installent en 1796, après de nombreuses batailles, notamment lors de la Guerre d'indépendance.
L’ouverture du canal Miami-Érié, en 1829, permet le développement rapide du tissu industriel de la ville.
En mars 1913, la ville est dévastée par une inondation, qui reste la plus importante catastrophe naturelle de l'histoire de l'Ohio.
À la fin des années 1960, Dayton est le théâtre d’importantes manifestations estudiantines contre la ségrégation raciale d’une part (les Noirs représentent plus de 40 % de la population) et contre l’enrôlement de jeunes soldats pour la guerre du Viêt Nam d’autre part.
En novembre 1995, les accords de paix concernant le conflit yougoslave sont négociés à Dayton, sur la base aérienne de Wright-Patterson. La signature finale des accords de Dayton aura lieu à Paris le 14 décembre 1995.

## Géographie
Dayton est située dans la vallée de la Miami, au nord de l'aire métropolitaine de Cincinnati. Dayton se trouve dans le sud-ouest de l'Ohio, dans la vallée de la Miami. Elle est située à 79 km de Cincinnati, 105 km de Columbus et 169 km d'Indianapolis. Selon les données du Bureau du recensement des États-Unis, Dayton a une superficie de 146,3 km2 (soit 56,5 mi2) dont 144 km2 (soit 55,6 mi2) en surfaces terrestres et 2,3 km2 (soit 0,9 mi2) en surfaces aquatiques.

### Climat
Le climat de Dayton se caractérise par des étés lourds et humides et des hivers froids et secs. Dayton est proche de la limite entre le climat subtropical humide et le climat continental humide selon la classification de Köppen. La station météorologique est à l'aéroport international de Dayton, situé à 16 km au nord de Downtown Dayton à 304,8 m d'altitude. Les températures y sont plus fraîches que dans le centre-ville qui est abrité dans la vallée du Miami.
À l'aéroport, les températures moyennes mensuelles vont de −2,5 C° pour le mois de janvier à 23,4 C° pour le mois de juillet. La température la plus haute a été enregistrée à 42 C° le 22 juillet 1901 et la température la plus froide a été enregistrée à −33 C° le 13 février 1899. Les précipitations neigeuses sont modérées (59 cm) et tombent principalement entre novembre et mars, occasionnellement en avril et rarement en octobre. Les précipitations moyennes annuelles sont de 1 040 mm, avec un pic en mai.
Le climat à Dayton est typique de la région du Midwest. La saison des tornades s'étend du printemps à l'automne. Les inondations, blizzards et orages violents arrivent de temps en temps.
| Mois                                       | Janv | Fév  | Mars | Avr   | Mai   | Juin  | Juil  | Août | Sept | Oct  | Nov  | Déc  | Année      |
| ------------------------------------------ | ---- | ---- | ---- | ----- | ----- | ----- | ----- | ---- | ---- | ---- | ---- | ---- | ---------- |
| Record des températures maximales (°C)     | 24   | 23   | 31   | 32    | 37    | 39    | 42    | 39   | 39   | 34   | 26   | 22   | 42 (1901)  |
| Températures maximales moyennes (°C)       | 1,5  | 3,8  | 9,8  | 16,6  | 21,9  | 26,8  | 28,8  | 28,1 | 24,4 | 17,7 | 10,6 | 3,4  | 16,2       |
| Températures minimales moyennes (°C)       | -6,5 | -4,9 | -0,4 | 5,2   | 10,8  | 16,1  | 18,1  | 17,1 | 12,7 | 6,7  | 1,4  | -4,3 | 6          |
| Record de température minimale (°C)        | -32  | -33  | -22  | -9    | -3    | 4     | 7     | 4    | -1   | -8   | -19  | -29  | -33 (1899) |
| Moyennes mensuelles de précipitations (mm) | 68,8 | 56,9 | 84,8 | 103,9 | 118,4 | 105,9 | 104,4 | 75,9 | 83,8 | 74,4 | 86,1 | 79,2 | 1 042,7    |

## Démographie
| Groupe            | Dayton | Ohio  | États-Unis |
| ----------------- | ------ | ----- | ---------- |
| Blancs            | 51,7   | 82,7  | 72,4       |
| Noirs             | 43,0   | 12,2  | 12,6       |
| Métis             | 2,9    | 2,1   | 2,9        |
| Autres            | 1,3    | 1,2   | 6,4        |
| Asiatiques        | 0,9    | 1,7   | 4,8        |
| Amérindiens       | 0,3    | 0,2   | 0,9        |
| Total             | 100,0  | 100,0 | 100,0      |
| Latino-Américains | 3,0    | 3,1   | 16,7       |

Selon l’American Community Survey, pour la période 2011-2015, 93,30 % de la population âgée de plus de 5 ans déclare parler anglais à la maison, alors que 3,02 % déclare parler l'espagnol et 3,68 % une autre langue.

## Voies de communications et transports

### Routes
L'agglomération de Dayton est desservie par trois Interstates. L'Interstate 75 traverse la ville du nord au sud en desservant la plupart des périphéries nord et sud et connecte l'agglomération avec Detroit, Atlanta et Miami. L'Interstate 70 traverse Dayton d'est en ouest et croise l'I-75 à la hauteur de Vandalia, au nord de la ville. Le département des Transports des États-Unis a renommé cet échangeur « Freedom Veterans Crossroads » en 2004. L'Interstate 675 est une interstate traversant l'est de Dayton. Elle rejoint l'I-70 au nord et l'I-75.

## Économie
Au cœur d’une région fortement industrialisée, Dayton est un centre économique et culturel dont les principales activités sont la fabrication de pièces détachées pour l’industrie automobile et de produits dérivés du caoutchouc, l’imprimerie et l’agroalimentaire. La recherche dans le domaine des techniques de pointe (l’aéronautique notamment) est en outre particulièrement développée ; c’est en effet à Dayton, ville natale de Orville et Wilbur Wright, qu’a eu lieu en 1903 le premier vol d’un aéroplane équipé d’un moteur à explosion.

## Transport
- Aéroport international de Dayton

## Université
- Université de Dayton

## Musées
- Boonshoft Museum of Discovery
- Carillon Historical Park
- Dayton Art Institute
- Dayton Aviation Heritage National Historical Park
- Dayton International Peace Museum
- Montgomery County Historical Society
- National Museum of the United States Air Force
- SunWatch Indian Village/Archaeological Park
- Americas Packard Museum

## Sports
- Les Gems de Dayton évolue sous ce nom, au Hockey, de 1964 à 1977 dans la Ligue internationale de hockey  ainsi qu'en 1979-1980 dans la même ligue. Par la suite, le nom fut utilisé en 2002-2003 dans la LIgue élite continentale de hockey. En 2003-2004, l'évolue dans la North American Hockey League. En 2009-2010, à nouveau dans la Ligue internationale de hockey. De 2010 à 2012, l'équipe évolue dans la Ligue centrale de hockey.

## Jumelages
- Augsbourg (Allemagne)
- Holon (Israël)
- Monrovia (Liberia)
- Ōiso (Japon)
- Sarajevo (Bosnie-Herzégovine)

## Dans la culture populaire
- Dans un épisode de la série Les Simpson, Homer a un oncle qui habite Dayton.
- Dans un épisode de la série  Demain à la une (4x14), Gary a un « collègue » (qui reçoit aussi le journal du lendemain), Joe, qui devient chargé de la ville de Dayton. Ainsi, il reçoit le Dayton Daily News du lendemain la veille.
- Dans un épisode de À la Maison-Blanche (4x13), C.J. se rend à Dayton pour une soirée de retrouvailles de membres de son ancien lycée, et y retrouve son père, atteint de la maladie d'Alzheimer.
- Le chanteur Randy Newman parle de la ville dans sa chanson « Dayton, Ohio - 1903 » dans son album Sail Away.
- Le film Time Out se déroule à Dayton en 2070.